# Почаївська лавра (срібна монета)
«Поча́ївська ла́вра» — пам'ятна срібна монета номіналом 10 гривень, випущена Національним банком України, присвячена архітектурно-історичній пам'ятці, великому православному монастирю, перша згадка про який датується XVI століттям. Нині її архітектурний комплекс включає 16 церков. Почаївська лавра відіграє значну роль у східній церковній традиції.
Монету введено в обіг 25 листопада 2003 року. Вона належить до серії «Пам'ятки архітектури України».

## Опис монети та характеристики
| Номінал грн. | Метал            | Маса, г      | Діаметр, мм | Якість виготовлення | Гурт     | Тираж, штук |
| ------------ | ---------------- | ------------ | ----------- | ------------------- | -------- | ----------- |
| 10           | срібло 925 проби | 31,1 / 33,62 | 38,6        | пруф                | рифлений | 3 000       |

### Аверс
На аверсі монети зображено: угорі Віфлеємську зірку, під нею — напис «УКРАЇНА», малий Державний Герб України та написи у три рядки — «2003», «10 ГРИВЕНЬ», унизу — відбиток стопи Божої Матері на стилізованій вершині почаївського пагорба, ліворуч і праворуч — серафимів, а нижче — позначення металу та його проби у два рядки — «Ag 925», маси в чистоті — «31,1» та логотип Монетного двору Національного банку України.

### Реверс

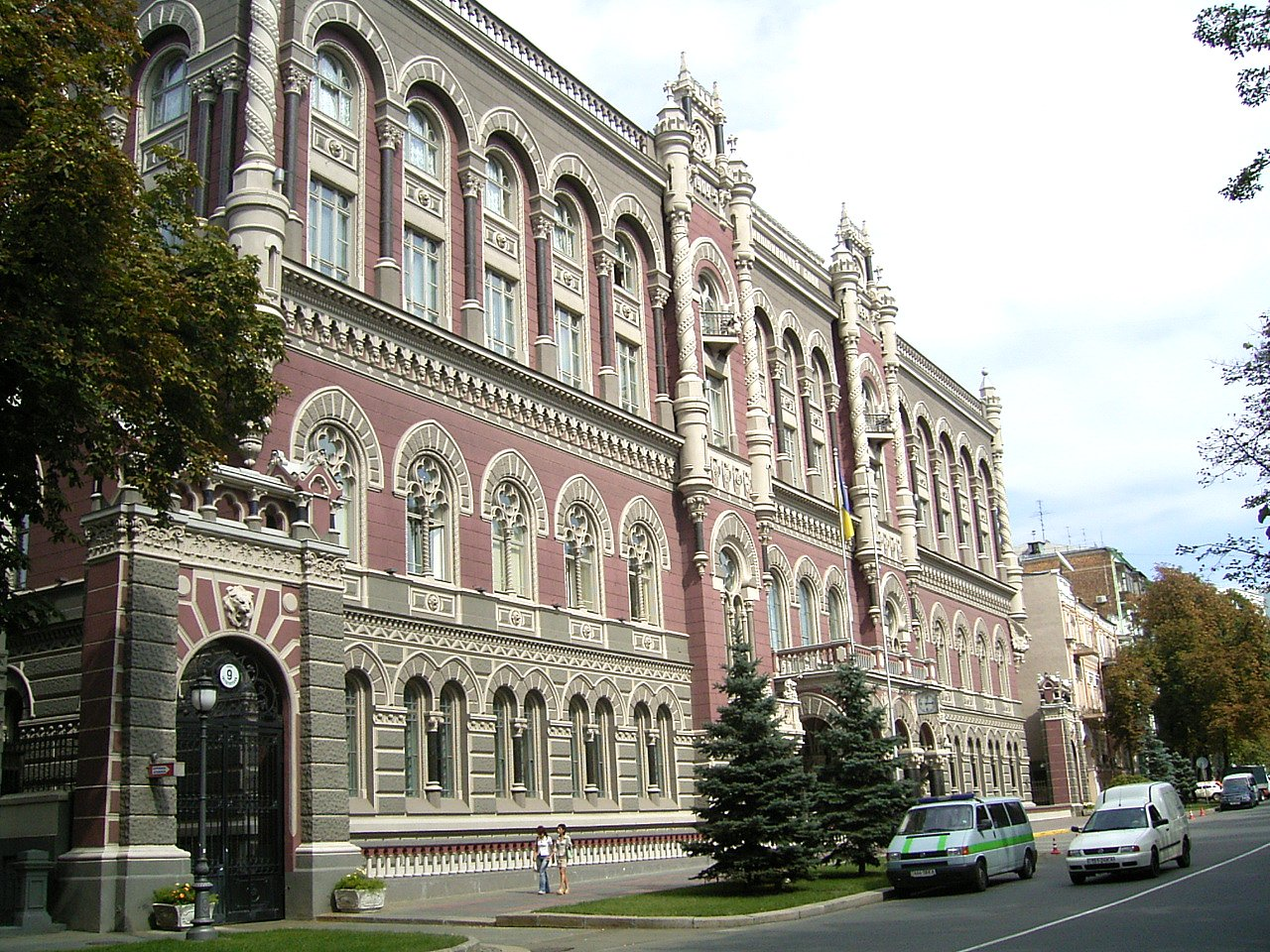
Будівля Національного банку України

На реверсі монети зображено просторову композицію комплексу Почаївського монастиря, над якою — Богородиця Покрова, з обох боків розміщено круговий напис «СВЯТО-УСПЕНСЬКА ПОЧАЇВСЬКА ЛАВРА».

## Автори
- Художник — Кочубей Микола.
- Скульптори: Атаманчук Володимир (аверс), Чайковський Роман (реверс).

## Вартість монети
Ціна монети — 575 гривень була вказана на сайті Національного банку України в 2013 році.
Фактична приблизна вартість монети з роками змінювалася так:
| Рік        | 2010 | 2011 | 2012 | 2013 | 2014 | 2015 | 2016 | 2017  | 2018  | 2019  | 2020  | 2021  | 2022  | 2023  | 2024  | 2025  |
| ---------- | ---- | ---- | ---- | ---- | ---- | ---- | ---- | ----- | ----- | ----- | ----- | ----- | ----- | ----- | ----- | ----- |
| Ціна, грн. | 800  | 800  | 800  | 800  | 700  | 760  | 950  | 1 300 | 1 300 | 1 300 | 1 300 | 1 700 | 1 900 | 2 300 | 4 800 | 4 200 |